# Веча
Веча (укр. Вича) — река в Украинских Карпатах, в пределах Мукачевского района Закарпатской области. Левый приток Латорицы (бассейн Дуная).

## Описание
Длина реки 39 км, площадь водосборного бассейна — 352 км². Долина V-образная, на отдельных участках имеет вид ущелья, в частности от юго-западной окраины пгт Воловец до села Сасовка. Ширина долины 60-100 м, в ущельях 30-50 м, у устья 500 м. В районе села Гукливого и пгт Воловец река пересекает Воловецкую верховину, поэтому здесь приречная долина широкая. Русло Вичи слабоизвилистое, немало порожистых участков, являются острова. Ширина русла 15-30 м, наибольшая 44 м. Уклон реки 20 м/км. Русло на отдельных участках укреплено.
Веча составляет западную границу горного массива Полонина Боржава. Она — одна из немногих закарпатских рек, пересекающих Полонинский хребет, расчленяя его на отдельные массивы.
На Осе (левый приток Вичи) расположен заказник Поток Оса, в котором взято под охрану несколько видов животных, занесённых в Красную книгу Украины.

## Расположение
Веча берёт начало на южных склонах Верховинского Вододельного хребта, севернее села Скотарское, неподалёку от Воловецкого перевала. Течёт с северо-востока на юго-запад, и в селе Нелепино (недалеко от города Свалявы) впадает в Латорицу.

## Экологическое состояние
Экологическое состояние реки неудовлетворительное, поскольку вдоль неё почти от истоков до устья проходит железная дорога с довольно интенсивным движением поездов. Кроме того, в верхнем и среднем течении на берегах реки расположены населённые пункты: пгт Воловец и села Гукливый и Скотарское.